# Cassipourea hiotou
Cassipourea hiotou е вид растение от семейство Rhizophoraceae. Видът е световно застрашен, със статут Уязвим.

## Разпространение
Разпространен е в Гана и Кот д'Ивоар.